# Kateřina Baďurová
Kateřina Baďurová (AFI: [ˈkatɛr̝ɪna ˈbaɟurovaː]; Ostrava, 18 de Dezembro de 1982) é uma atleta tcheca, praticante do salto com vara.
Foi finalista dos Jogos Olímpicos de Atenas, tendo terminado na 12º colocação, e participou no Mundial Indoor de Atletismo de 2004 e nos Campeonatos Europeus de Atletismo de 2006, sempre chegando nas finais; isso a levou a ser considerada por muitos checos, a melhor atleta checa.
Seu maior feito foi no Campeonato Mundial de Atletismo de 2007, em Osaka, no Japão, quando surpreendeu ao obter a medalha de prata na categoria varas de 4,75 metros. O que a levou ser a décima melhor atleta do salto com vara, de 2007.
nos Jogos Olímpicos de 2008, em Pequim, decepcionou ao não conseguir chegar a final.